# Janaria mirabilis
Janaria mirabilis is een hydroïdpoliep uit de familie van de Hydractiniidae. De poliep komt uit het geslacht Janaria. Janaria mirabilis werd in 1921 voor het eerst wetenschappelijk beschreven door Eberhard Stechow. 